# Octavian Berceanu
Octavian Alexandru Berceanu (n. 15 iulie 1976, București) este un politician, inginer silvic și specialist de mediu român. A fost consilier local la Consiliul Local al Sectorului 6 în perioada 2016-2017 din partea Uniunii Salvați Bucureștiul și consilier general la Consiliul General al Municipiului București în perioada 2017-2020, din partea partidului Uniunea Salvați România. Între 11 martie 2021 și 20 septembrie 2021 a fost comisar general al Gărzii Naționale de Mediu.

## Biografie

### Studii
Octavian Berceanu este absolvent al Liceului Teoretic „Ion Neculce” din București promoția 1994, obținând ulterior o diplomă de licență în anul 1999 și o diplomă de master în anul următor din partea Facultății de Silvicultură și Exploatări Forestiere a Universității Transilvania din Brașov.

### Activitate profesională
Profesional, Berceanu a debutat ca inginer silvic la Regia Națională a Pădurilor Romsilva în anul 1999, activând în domeniul reconstrucției ecologice în zona poluată istoric Copșa Mică, ulterior fiind numit șef de ocol la Ocolul Silvic Bolintin, inginer la Ocolul Silvic București și inginer in Compartimentul Arii Protejate.
În martie 2021 a fost numit comisar general al Gărzii Naționale de Mediu la propunerea partidului Uniunea Salvați România, aflat la guvernare. Ca șef al GNM, Octavian Berceanu s-a remarcat prin numeroase acțiuni în teren și campanii desfășurate în presă și pe rețelele sociale privind combaterea infracționalității de mediu, urmărind creșterea calității vieții în zona metropolitană București prin reducerea poluării aerului, limitarea activităților poluante a șantierelor de construcții, combaterea introducerilor ilegale de deșeuri în România și combaterea depozitării ilegale de deșeuri, Garda de Mediu înregistrând la nivel național cele mai bune rezultate de până atunci.
Atât în perioada mandatului, cât și ulterior, Octavian Berceanu a promovat digitalizarea Gărzii Naționale de Mediu, susținând necesitatea constituirii unei baze comune de date pentru toate instituțiile statului implicate în combaterea infracționalității de mediu, întrucât „cei 450 de comisari nu pot acoperi cele 80.000 de obiective pe care ar trebui să le controleze”. De asemenea, Berceanu s-a evidențiat prin stoparea presiunilor politice asupra comisarilor de mediu, susținând creșterea remunerațiilor acestora corespunzător cu importanța și periculozitatea activității desfășurate. 
Într-o caracterizare la sfârșitul mandatului de comisar general, ministrul Mediului, Barna Tánczos, i-a acordat lui Octavian Berceanu nota 8 pentru activitatea desfășurată, menționând că a avut „o colaborare și personală, și instituțională bună”, că „Garda de Mediu a avut progrese semnificative în perioada respectivă” și că „a lucrat bine cu acesta, iar dacă va reveni în guvern, vor putea fi rezolvate si o serie de probleme sistemice”.
După încetarea mandatului la Garda de Mediu, Octavian Berceanu a devenit în septembrie 2023 consultant în cadrul Proiectului Național de Extindere și Reabilitare a Pădurilor (PNERP) din Republica Moldova, cel mai important proiect de investiții din țară, cu o valoare totală de aproximativ 435 de milioane de euro, din care 200 de milioane de euro sub formă de împrumut din partea Băncii Europene de Investiții. Programul își propune „atenuarea schimbărilor climatice și a emisiilor de carbon, reducerea degradării solului, conservarea solurilor prețioase, o dinamică pozitivă a sedimentelor în rețeaua hidrografică”. Obiectivele proiectului includ îmbogățirea Republicii Moldova cu 145.000 de hectare de păduri noi, reforma sectorului forestier, racordarea sectorului la valorile și legislația europeană, modernizarea Codului silvic moldovenesc, creșterea eficienței economice și decizionale a Moldsilva, administrarea celor 200 de milioane de euro pe care sectorul forestier îi va primi pentru împăduriri și dezvoltare. Conform declarațiilor consilierului prezidențial în domeniul protecției mediului și schimbărilor climatice Iuliana Cantaragiu din cadrul Administrației Prezidențiale a Republicii Moldova si fost ministru al Mediului, „conceperea și redactarea proiectului PNERP nu ar fi fost posibilă fără aportul lui Octavian Berceanu în structurarea proiectului și asimilarea celor mai bune practici la nivel european”.

### Activitate non-guvernamentală
Parcursul de activist de mediu a debutat în anul 2012, Octavian Berceanu devenind vicepreședinte fondator al Asociației „Institutul pentru Dezvoltare și Inovare IDEI” din Bacău. Activitatea sa în domeniul protecției mediului este cunoscută prin acțiunile intreprinse ca activist de mediu, prin participarea la protestele pentru susținerea protejării sitului UNESCO Roșia Montană, ca activist al Uniți Salvăm Roșia Montană și implicarea în combaterea tăierilor ilegale din poziția de consultant pentru fundația Greenpeace, începând cu anul 2015. În anul 2019 a dezvăluit un întreg mecanism infracțional prin care mii de tone de levigat, lichid scurs din depozitele de deșeuri (gropi de gunoi), erau deversate ilegal în râul Argeș.

### Activitate politică
Octavian Berceanu a făcut pasul spre politică în anul 2016, când a intrat în Uniunea Salvați Bucureștiul, condusă de Nicușor Dan. A candidat pe listele USB și a devenit 2016 consilier local la Sectorul 6 și în 2017 consilier general al municipiului București.
În iulie 2021 a participat la alegerile interne pentru președinția partidului Uniunea Salvați România, succesor al Uniunii Salvați Bucureștiul și al alianței USR-PLUS, alegeri câștigate de Cătălin Drulă.
În iunie 2024 s-a înscris în procesul de desemnare a candidatului USR la președinția României, proces câștigat de Elena Lasconi.

## Distincții și aprecieri
La 1 octombrie 2021, Ambasada Sustenabilității în România (ASR), program al CSR Agency în parteneriat cu Secretariatul General al Guvernului, l-a desemnat pe Octavian Berceanu Ambasador al Sustenabilității, „ca o recunoaștere a activității acestuia de motivare a cetățenilor și companiilor românești de a rezolva problemele sociale și de mediu fără a sacrifica eficiența economică”.
Pentru activitatea profesională în domeniul mediului și pentru pozițiile abordate din calitatea de activist de mediu, în anul 2022, publicația Balkan Insight l-a declarat pe Octavian Berceanu unul dintre Eroii anului 2021: oameni care au făcut diferența!.